# Вебер, Эдуард Петрович
Эдуард Петрович Вебер (род. 3 сентября 1973) — российский футболист, полузащитник, тренер.

## Биография
Воспитанник тольяттинского футбола, тренер — Лепешев Александр Алексеевич. В профессиональном футболе сыграл только один матч — в 1995 году в третьей лиге России за «Ладу-Д». Также числился в составе клуба «Булат» (Череповец) и выступал за ряд любительских команд.
В середине 2000-х годов был тренером-администратором женского футбольного клуба «Лада», выступавшего в высшем дивизионе. В 2006 году назначен главным тренером клуба. Команда в том сезоне лишилась прежнего финансирования, состав покинуло большинство ведущих игроков. В итоге «Лада» финишировала в высшей лиге на шестом месте среди 9 участников, а в Кубке России остановилась на стадии четвертьфинала. Также команда стала финалистом международного турнира «Кубок Италии».
Позднее выступал в соревнованиях ветеранов и любителей по футболу и мини-футболу. Тренировал мужскую мини-футбольную команду «Сбербанк» (Тольятти).